# Дёберайнер, Кристиан
Кристиан Дёберайнер (нем. Christian Döbereiner; 2 апреля 1874 года, Вунзидель — 14 января 1961 года, Мюнхен) — немецкий виолончелист и гамбист, а также клавесинист и дирижёр. Один из основоположников музыкального аутентизма.

## Биография
Сын городского музыканта. Учился в Мюнхенской музыкальной академии у Йозефа Вернера (виолончель), Йозефа Райнбергера (композиция), Людвига Тюйе (теория). В 1905 году основал в Мюнхене «Общество старинной музыки» (нем. Vereinigung für alte Musik), начавшее свою деятельность концертом, в котором Дёберайнер исполнил сонату Карла Фридриха Абеля на подлинной виоле да гамба.
В дальнейшем Дёберайнер постоянно исполнял на виоле да гамба репертуар середины XVIII века, солируя в концертах Баха (в том числе на лейпцигских, нюрнбергских, мюнхенских Баховских фестивалях), Вивальди, Генделя, Телемана и других. Собрав вокруг себя группу исполнителей, игравших на клавесине, виолах и других старинных инструментах, Дёберайнер руководил исполнением Бранденбургских концертов Баха в приближенном к аутентичному составе (целиком весь цикл был исполнен за два вечера в сентябре 1924 года). Часто Дёберайнер играл также в составе Трио старинной музыки вместе с Антоном Хубером (виоль д’амур) и Ли Штадельман (нем., клавесин).
Дёберайнеру принадлежит руководство по игре на виоле да гамба (нем. Schule für Viola da Gamba, 1936). Он также подготовил издания многих композиторов XVIII века, в том числе Баха, Телемана, Букстехуде, Маре, Яна Стамица, Гайдна и других.